# Era común
Las expresiones «de la era común» (e. c.) y «antes de la era común» (a. e. c.) son designaciones alternativas al empleo de   «después de Cristo» (d. C.) y «antes de Cristo» (a. C.), respectivamente, y a la expresión latina anno Domini (A. D.). Debido a que se emplea para referirse al inicio del calendario gregoriano, los dos sistemas de notación son numéricamente equivalentes: 2025 d. C. y 2025 e. c. se refieren al año actual; 450 a. C. y 450 a. e. c. son el mismo año. 
En algunas ocasiones, en lugar de e. c. se puede encontrar la abreviación e. v. (en latín, era vulgaris: ‘era común’). Existen muchos documentos en casi todas las lenguas donde no se utiliza la abreviatura d. C ni e. c., (quizá considerada innecesaria), directamente se inscribe el número de la fecha de la era actual, aunque sí se usa a. C. o bien a. e. c. si el suceso ocurrió antes del año 1.
La Ortografía de la lengua española publicada en 2010 ya registra las abreviaturas «e. c.» y «a. e. c.», e incluso registra «d. e. c.» (después de la era común; en obras posteriores ha rectificado y lo da como ‘de la era común’). Esto significa que hay un reconocimiento de la Real Academia Española y la Asociación de Academias de la Lengua Española acerca del uso de esta abreviatura.

## Usos
Entre los mayores museos del mundo (como el Instituto Smithsoniano) también se ha popularizado la utilización de «era común». Muchas guías de referencia de centros educativos y medios de comunicación social prescriben el uso de «e. c.»
Incluso guías de iglesias cristianas regulan dicho uso, como la Iglesia Episcopal en los Estados Unidos de América en la diócesis de Maryland.
Las designaciones «era común» y «antes de la era común» son usadas por científicos y académicos laicos (agnósticos o ateos), o seguidores de alguna confesión, debido a su neutralidad, puesto que los términos «a. C.» y «d. C.» poseen un matiz religioso. Intelectuales que no subrayan el aspecto religioso de las fechas en áreas de historia, arqueología, sociología y antropología, han utilizado en recientes décadas EC y AEC. Muchos escritores judíos, musulmanes y otras prefieren la anotación como término neutral, mientras algunos cristianos interpretan erróneamente la abreviatura e. c. (‘era común’) como ‘era cristiana’. 
En sus publicaciones, los Testigos de Jehová usan exclusivamente "e. c." y "a. e. c.", y explican generalmente en los pies de página que el mismo se refiere a ‘era común’ y ‘antes de la era común’. Esto en consideración de la amplia difusión de sus publicaciones incluyendo países no cristianos, como también por motivos de interpretación religiosa.

## Adopción de la expresión «era común»

### Respaldo
- La RAE oficialmente ha revalidado en 2016 las expresiones a. e. c. (antes de la era común) y e. c. o n. e. (era común o nuestra era), con espacios y puntos.[6][5][4]
- Siendo una de las razones de la popularización de «era común» el significado de representación universal, el término ya ha desarrollado equivalentes en otras lenguas que no han recibido influencia decisiva del cristianismo; tal es el caso de la República Popular China, que en 1949 abolió la «era de la República de China» desde su fundación, para usar 公元 (gōngyuán, ‘era común’).
- El calendario gregoriano se ha convertido en un estándar mundial después de siglos de influencia política, cultural y militar de Occidente. Por lo tanto, sería conveniente presentarlo de la manera más neutral posible ante otras culturas que lo han adoptado.[13]
- La etiqueta «Anno Domini», ya casi en total desuso, es ciertamente errónea en lo que se refiere al nacimiento de Jesús de Nazaret, que probablemente ocurrió antes del 4 a. C. (que fue el año de la muerte de Herodes el Grande).[14]
- El término es usado ampliamente por intelectuales y por la comunidad científica.[15][16]
- Es solo cuestión de cambiar a. C. y d. C. por a. e. c. y e. c., ya que en ambos los años están enumerados exactamente de la misma manera (por ejemplo: 33 a. C. se convierte en 33 a. e. c.). Los documentos que no tienen e. c. no necesitan ser cambiados de todas formas (por ejemplo, 1066 permanece igual tanto en el sistema d. C. como en el sistema e. c.).[17]

### Oposición
- Algunas personas[cita requerida] critican que el uso de «era común» es un eufemismo (centrado más en la implicación religiosa de la expresión), en vez de una corrección de la incongruencia al usar «a. C.» para indicar que el nacimiento de Jesús[18] ocurrió entre el 9 y el 4 «antes de Cristo», es decir, que Jesús habría entre 4 y 9 años «antes de haber nacido».

## En la masonería
En la masonería, se utiliza la expresión "de la era vulgar" (abreviado "E∴V∴").[cita requerida]